# Tourisme au Nunavik
Le tourisme au Nunavik est principalement tourné vers la chasse et la pêche. La région touristique du Nunavik, située dans le Nord-du-Québec, s'étend sur 570 000 km2. Son vaste territoire où alternent  toundra du Bas-Arctique et taïga abonde en montagnes, fleuves, et lacs. Parmi ces derniers, on peut citer l’Arnaud, la rivière aux Feuilles, la rivière à la Baleine, la Povunggnituk et la rivière aux Mélèzes.

## L’histoire du tourisme au Nunavik
C'est vers le milieu du XIXe siècle que sont graduellement arrivés les touristes dans le Nord Québécois. Avant eux, ce sont les missionnaires et les commerçants de fourrure qui ont tracé la voie vers le Nunavik en amenant avec eux leurs coutumes et leurs matériels perfectionnés.
« L’intervention du gouvernement dans le Nord a entraîné des transformations irréversibles. Les Inuits ont délaissé pour toujours leur mode de vie nomade pour s’établir dans des communautés. »
Aujourd’hui encore, le concept du développement économique est nouveaux pour les Inuits. Les entreprises touristiques, en revanche, accueillent des touristes chez eux depuis une quarantaine d'années. Il est important pour les habitants du Nunavik que cette activité économique soit en harmonie avec leur culture et préserve l’environnement ».

## Les activités

### Chasse et pêche
La chasse au caribou, très pratiquée par les Inuits, intéresse également les chasseurs sportifs. Le troupeau de caribous de la rivière aux Feuilles, par exemple, constitue la plus grande population mammifères terrestres migrateurs. Dans la région, la chasse sportive est soumise est conditionnée par le recours à un pourvoyeur, chargé d’obtenir toutes les  autorisations nécessaires.
Outre la chasse, le Nunavik se prête également à la pêche sportive. Les rivières de la région offrent une belle diversité d'espèces, parmi lesquelles on compte le saumon de l’Atlantique, l’omble chevalier, l’omble de fontaine, la truite de mer ou encore le touladi. La saison de la pêche sportive commence le 1er juin et prend fin au 7 septembre de chaque année. Sur les rivières à saumon, spécialement identifiées, la pêche au saumon de l'Atlantique et à l'omble chevalier sont ouvertes jusqu'au 30 septembre.

### Activités de plein air
Même si le climat peut être rude,  le Nunavik regorge d’activités de plein air telles que des randonnées en traîneau à chiens, à motoneige, en ski de fond ou en raquettes. Les rivières et rapides permettent de pratiquer le canot ou le kayak.

### Tourisme culturel

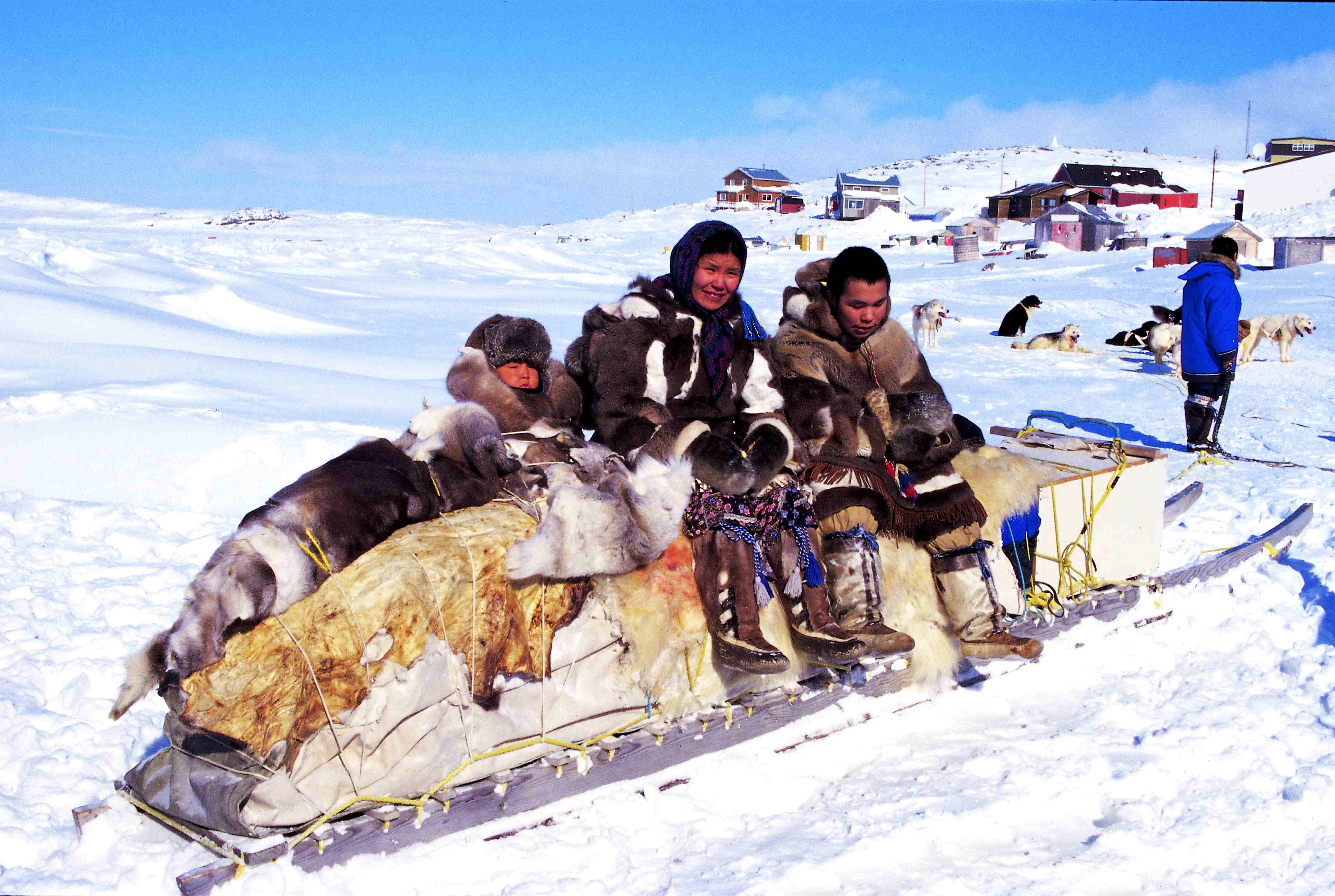
Inuits

Les Nunavimmiut, qui sont les habitants de cette région, offrent un aperçu de leur culture, de leur langue: l’Inuktitut (beaucoup d’entre eux parlent aussi l’anglais et le français), de leur art, de l’histoire de leur peuple ainsi que leurs traditions, basées sur l’harmonie avec la nature.
Le musée et centre de transmission de la culture Daniel Weetaluktuk, situé à Inukjuak, expose plus de 200 objets archéologiques et historiques tels que des œuvres d’art, des artéfacts et des vêtements témoignant des origines des Inuits du Nunavik. Sur la mezzanine, l'intérieur d’un igloo traditionnel a été reconstitué.
Le Nunavik est également réputé pour ses couchers de soleil qui sont plus que splendides, grâce à une vue imprenable sur l’horizon. Des aurores polaires, aussi appelées aurores boréales ou arsaniit en inuktitut, peuvent être observées dans le ciel du mois d’août au mois de mars, lorsque le Nord est plongé dans l'obscurité durant de longues heures. La couleur des aurores boréales peut varier entre le vert, le pourpre et le violet pouvant s’étendre sur des centaines de kilomètres dans la nuit. D’un point de vue scientifique, ce phénomène naturel se produirait à la suite de très fortes collisions entre des électrons énergétiques et l’atmosphère terrestre. Les Inuits accordent toutefois plusieurs autres significations à celles-ci. Selon eux, elles seraient des esprits dansant dans le froid, qui s’agitent encore plus lorsqu’on siffle.

### Observation de la faune
Selon l’Atlas des oiseaux nicheurs du Québec, plus de 125 espèces d’oiseaux nicheraient  pendant l’été dans les forêts du sud du Nunavik. Un grand nombre d’entre eux peuvent être aperçus dès l’arrivée du printemps, à partir des mois de mai et juin. Citons notamment la bernache du Canada (nirliq) et les eiders (mitiq). Le harfang des neiges (ukpik), et l’une de ses proies favorites, le lagopède (aqiggiq), se sont quant à eux adaptés au climat arctique et vivent en permanence au Nunavik. D'autres espèces peuvent être apercues, notamment des oiseaux de proie tels que le faucon pèlerin (kiggavik), le faucon gerfaut (kiggaviarjuk), ou la buse pattue (qinnuajuaq).
En été, les lacs et rivières attirent l’ours blancet et de nombreux mammifères marins tels que le morse, le narval, le béluga ou diverses espèces de phoques.

#### Parc national des Pingualuit

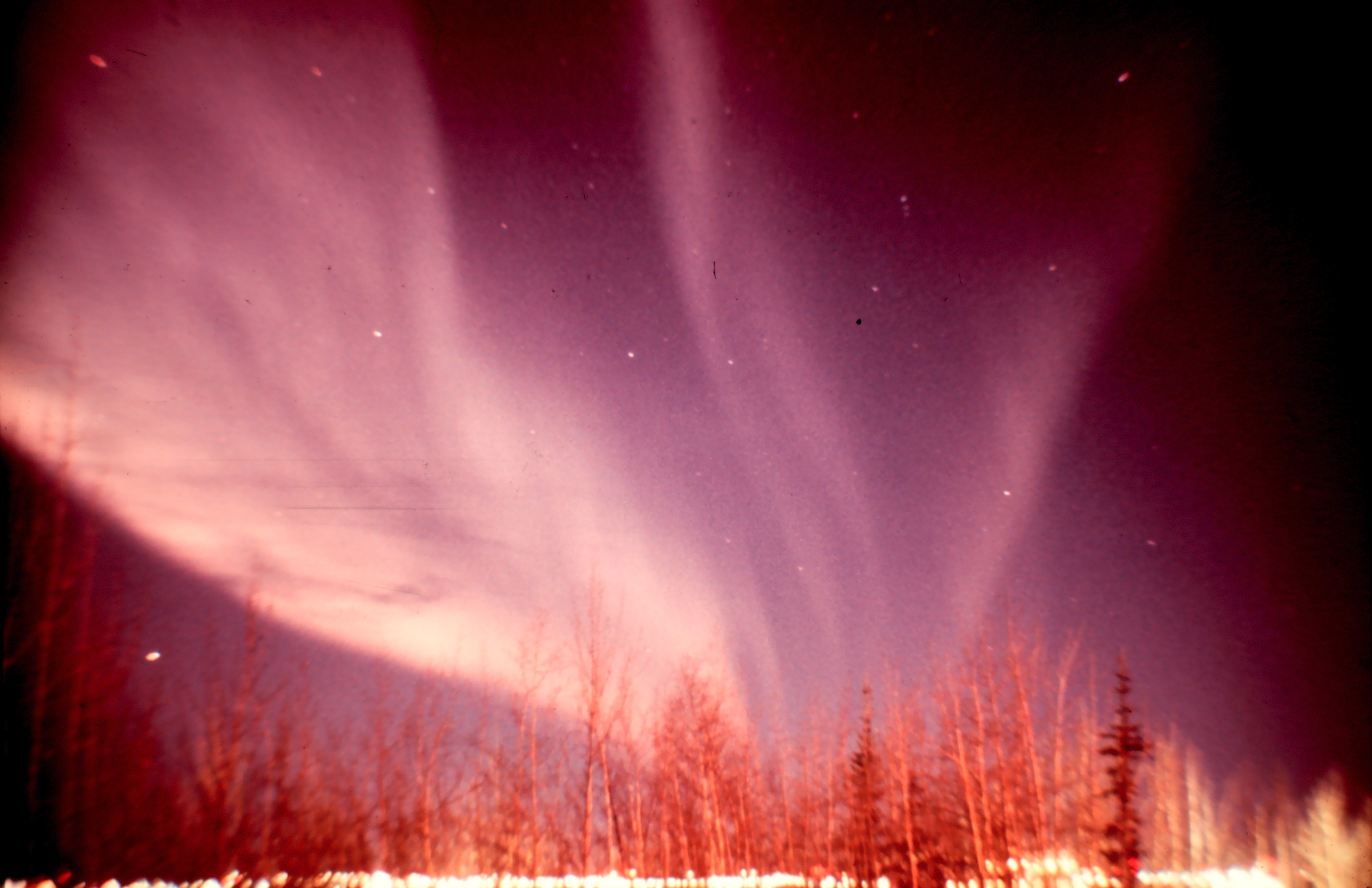
Une aurore boréale typique.

Le Parc national des Pingualuit est aussi appelé nunavingmi pikkuminartuq qui signifie : un endroit remarquable où l’on vient se ressourcer. Dans ce parc, qui possède une superficie de 1 134 km, se trouve un immense cratère creusé par une météorite, il y a environ 1,4 million d’années. Ce cratère de 3,4 km de diamètre et d'une profondeur de 400 abrite un lac de 267 m de profondeur, alimenté uniquement par les précipitations. La pureté de son eau est reconnue mondialement et sa transparence n'est surpassée que par celle du lac Baïkal, en Russie.
Pour se rendre au Parc en été, il faut prendre l'avion à partir de Kangiqsujuaq, le village le plus proche. Une piste d'atterrissage a été aménagée près du cratère des Pingualuit, et des camps accueillent les touristes au lac Manarsulik situé non loin. Les meilleurs mois pour visiter ce parc sont juillet et août ainsi que début septembre. La température est un peu plus chaude mais il peut tout de même arriver que le mercure chute sous zéro.
En hiver, il est possible de s'y rendre en traineau à chiens, à motoneige ou en ski de fond. Les meilleurs mois pour ces activités sont mars et avril.
Faune
Ce parc est le refuge de plusieurs animaux sauvages tels que le renard roux, le lièvre arctique, le loup, le harfang des neiges... De mai à juin, Il héberge également le troupeau de caribous de la rivière aux Feuilles.
Flore
Le parc est situé approximativement à 350 km au nord de la limite des arbres. C'est une zone de pergélisol et on ne peut apercevoir aucun arbre. La flore arctique se fait très discrète. Les végétaux les plus présents sont les mousses et les lichens. Il est possible d'apercevoir aussi quelques fleurs et arbustes qui se sont adaptés aux  températures glaciales du grand Nord : les végétaux sont très petits et de petits poils recouvrent leur tige.

#### Parc national Kuururjuaq

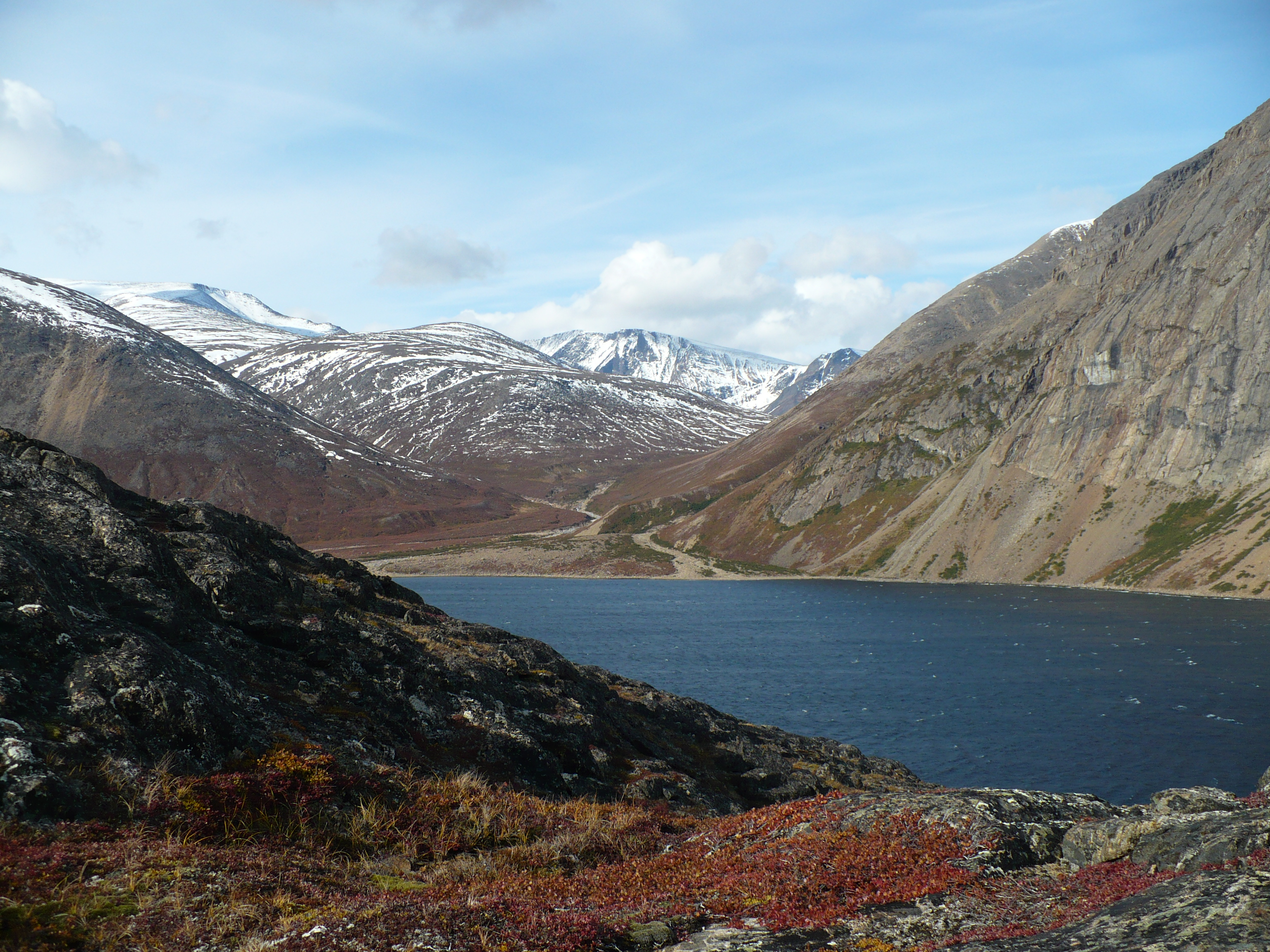
Parc National des Monts-Torngat.

Le Parc national Kuururjuaq est situé près du Labrador. Il est délimité par les monts Torngat, qui comptent les plus hauts sommets de l’Est canadien. Ainsi, avec ses 1 646 m de hauteur, le mont d'Iberville veille sur tout le territoire du parc et surpasse largement la chaine de montagnes. Les Inuits lui donne le nom de " Torngait ", qui signifie « lieu habité par les esprits ». Il est possible d'en faire l'ascension du 13 juillet au 22 juillet.
Le parc est traversé par la rivière Koroc, longue de 160 km, qui prend sa source dans les monts Torngat et se déverse dans la baie d'Ungava. Elle est l'attrait le plus visité dans ce parc avec le mont d'Iberville. Il est possible, avec un guide, de se déplacer à motoneige le long de la rivière du 18 au 23 mars.
Faune
Le parc abrite plusieurs oiseaux forestiers, 24 espèces de mammifères terrestres, diverses espèces de poissons et environ dix espèces de mammifères marins, dont le béluga. Ce dernier peut être observé à l'embouchure de la rivière Kork. Deux grands troupeaux de caribous migrent dans le parc : les caribous toundriques de la rivière George et les caribous montagnards des monts Torngat.
Flore
Contrairement au Parc national des Pingualuit, le parc national kuururjuaq possède une végétation riche et variée. Dans la vallée de la rivière Kork, une grande diversité d'arbres pousse aisément tels que des épinettes noires, des mélèzes, des bouleaux à papier et d'autres plus petits.

## Performance touristique
En 2010, 40 000 personnes toutes origines confondues ont visité la région du Nunavik durant un total de 255 000 nuitées et ont dépensé 31 000 000 $.
Tableau de l'évolution du tourisme dans la région touristique du Nunavik de 2007 à 2011
| Année | Volume | Nuitées | Dépenses   | Durée moyenne de séjour (Nuitées) | Dépenses moyennes par séjour ($) | Dépenses moyennes par nuitée ($) |
| --- | ------ | ------- | ---------- | --------------------------------- | -------------------------------- | -------------------------------- |
| 2011 | 40 000 | 255 000 | 31 000 000 | 6.375                             | 775                              | 121.57                           |
| 2010 | 13 000 | 116 000 | 3 000 000  | 8.92                              | 230.77                           | 25.86                            |
| 2009 | 1 000  | 3 000   | 1 000 000  | 3                                 | 1000                             | 333.33                           |
| 2008 | 1 000  | 2 000   | 1 000 000  | 2,0                               | 1000                             | 500                              |
| 2007 | 4 000  | 17 000  | 4 000 000  | 4.25                              | 1000                             | 235.29                           |
| Tourisme Québec précise que ce sont des données fournies à titre indicatif qu'il faut utiliser avec réserve. |        |         |            |                                   |                                  |                                  |

## Le climat
Au Nunavik, deux climats se rencontrent, le climat subarctique et le climat arctique. Selon la localisation à l’intérieur de la région, la température moyenne annuelle varie entre −5 °C  et −10 °C. La saison sans gel dure entre 20 et 80 jours selon que l’on se trouve au sud ou au nord. Seuls les mois de juillet et d’août sont pratiquement dépourvus de précipitations neigeuses.
| Mois                              | jan.  | fév.  | mars  | avril | mai  | juin | jui. | août | sep. | oct. | nov.  | déc.  | année |
| --------------------------------- | ----- | ----- | ----- | ----- | ---- | ---- | ---- | ---- | ---- | ---- | ----- | ----- | ----- |
| Température minimale moyenne (°C) | −28,6 | −29,9 | −26,1 | −16,3 | −5,1 | 0,8  | 5,5  | 5,9  | 2,5  | −2,6 | −10,6 | −22,7 | −10,6 |
| Température moyenne (°C)          | −24,8 | −25,8 | −21,2 | −11,7 | −1,9 | 4,6  | 9,4  | 9,2  | 5,1  | −0,3 | −7,4  | −18,9 | −7    |
| Température maximale moyenne (°C) | −21   | −21,6 | −16,3 | −7,1  | 1,2  | 8,4  | 13,2 | 12,5 | 7,7  | 2    | −4,2  | −15   | −3,4  |
| Record de chaleur (°C)            | 0,6   | 5     | 3,9   | 7,2   | 23,3 | 30   | 27,8 | 25,6 | 22,8 | 16,7 | 8,3   | 16,1  | 30    |

| Mois                              | jan.  | fév.  | mars  | avril | mai  | juin | jui. | août | sep. | oct. | nov.  | déc.  | année |
| --------------------------------- | ----- | ----- | ----- | ----- | ---- | ---- | ---- | ---- | ---- | ---- | ----- | ----- | ----- |
| Température minimale moyenne (°C) | −28,8 | −28,4 | −23,6 | −14,1 | −3,8 | 2    | 5,8  | 5,6  | 1,9  | −3,6 | −11,9 | −23,5 | −10,2 |
| Température moyenne (°C)          | −24,3 | −23,6 | −18,3 | −9,1  | 0,3  | 7,2  | 11,5 | 10,6 | 5,6  | −0,7 | −8,4  | −19,3 | −5,7  |
| Température maximale moyenne (°C) | −19,7 | −18,7 | −12,6 | −4,1  | 4,3  | 12,4 | 17,1 | 15,6 | 9,4  | 2,2  | −4,9  | −15   | −1,2  |

| Mois                              | jan.  | fév.  | mars  | avril | mai  | juin | jui. | août | sep. | oct. | nov. | déc.  | année |
| --------------------------------- | ----- | ----- | ----- | ----- | ---- | ---- | ---- | ---- | ---- | ---- | ---- | ----- | ----- |
| Température minimale moyenne (°C) | −27,9 | −28,6 | −23,3 | −12,8 | −3,2 | 1,8  | 5,7  | 7    | 4    | −0,7 | −7,8 | −20,1 | −8,8  |
| Température moyenne (°C)          | −23,4 | −23,2 | −17,3 | −7,6  | 1,3  | 7    | 10,6 | 11,4 | 7,4  | −2,1 | −5   | −16,2 | −4,4  |
| Température maximale moyenne (°C) | −18,8 | −17,6 | −11,3 | −2,3  | 5,8  | 12,1 | 15,5 | 15,7 | 10,7 | 4,7  | −2,2 | −12   | 0     |

## Le transport
Les principaux villages de la région sont Kuujjuaq, Inukjuak, Salluit, Puvirnituq et
Kangiqsualujjuaq. Lorsque l’on veut voyager au Nunavik, il est préférable de faire affaire avec
un pourvoyeur, car il n’y a aucune route qui relie les villages entre eux et qui se rende dans cette région touristique. Deux compagnies aériennes desservent le Nunavik.First Air offre des vols quotidiens entre Kuujjuaq et Montréal. La compagnie Air Inuit offre 5 vols par semaine entre Montréal et Puvirnituq avec escales à Kuujjuarapik et Inukjuak ainsi que deux fois par semaine entre
Montréal et Kuujjuaq. C’est également cette compagnie qui offre les vols entre les 14 villages.

Il y a également des transports maritimes en été. Les Inuits se déplacent à ski de fond, à motoneige, en avion et à traineau à chiens. Il est aussi possible pour les touristes d'utiliser ces moyens de transports pour se déplacer sur de courtes distances.

## L’hébergement

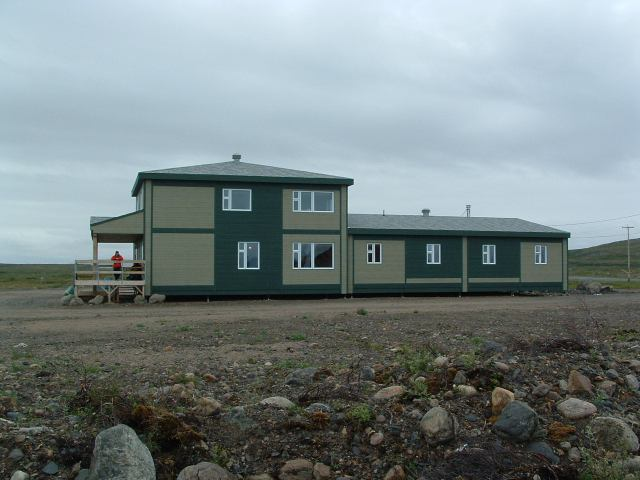
L'hôtel Iqaluppik

La région du Nunavik possède une quinzaine d’hôtels, au moins un par communauté. Ce ne sont cependant pas des hôtels très luxueux, ils varient entre une à trois étoiles.
Hôtels des Coops du Nunavik possède des hôtels dans 13 régions du Nunavik. Les hôtels possèdent dans chacune des chambres la télévision, un petit réfrigérateur, laveuse, sécheuse et l’accès à internet qui est facultatif. Pour chaque hôtel des Coops du Nunavik, une navette à partir de l’aéroport est disponible, sauf pour Kujjuaq où un service de taxi est offert.
L’hôtel Iqaluppik de Tasiujaq est un hôtel indépendant tout comme Kangiqsujuaq Inn.
Il existe aussi une auberge à Kuujjuaq, l'Auberge Kuujjuaq Inn, qui possède 22 chambres. Elle offre les mêmes services que les hôtels des Coops du Nunavik avec un four à micro-ondes en supplément.
Des camps d'hébergement dans les parcs sont à la disposition des touristes qui désirent en faire l'expédition.
Évolution du secteur de l'hébergement au nunavik.
Tableau de l'évolution du secteur de l'hébergement dans la région touristique du Nunavik, toutes tailles d'établissements confondues, de 2007 à 2011
| Année | Unités disponibles | Unités occupées | Taux d'occupation moyen (%) | Prix quotidien moyen ($) | Revenue moyen par unité disponible ($) |
| --- | ------------------ | --------------- | --------------------------- | ------------------------ | -------------------------------------- |
| 2012 | 317                | 149             | 47,1                        | 194,3                    | 91,4                                   |
| 2011 | 248                | 137             | 55,2                        | 187,3                    | 103,4                                  |
| 2010 | 218                | 111             | 50,9                        | 192,4                    | 97,6                                   |
| 2009 | 213                | 105             | 49,2                        | 190,9                    | 93,5                                   |
| 2008 | 220                | 105             | 47,6                        | 187,9                    | 89,5                                   |
| Tourisme Québec précise que ce sont des données fournies à titre indicatif qu'il faut utiliser avec réserve. |                    |                 |                             |                          |                                        |

## L’association touristique régionale
L’office du tourisme se trouve à Kuujjuaq, il y en qu’un seul pour toute la région.

## Organisme culturel
L’Avatak est l’organisme culturel des Inuits au Nunavik. À l’origine, un avataq est un flotteur servant à la chasse traditionnelle fait avec une peau de phoque. Il permet de garder à la surface la prise du chasseur ou sert de localisateur pour repérer un mammifère marin qui aurait été harponné au préalable.
En tant  qu’organisme, son but est de s’assurer que la culture et la langue inuits soient conservées et  continuent de s’épanouir, pour que les générations futures bénéficient du riche patrimoine transmis par les ancêtres.

## Lauréats nationaux des grands prix du tourisme Québécois
Voici les prix du tourisme Québécois remporté par le Nunavik au cours des dernières années.
- 2010 : Prix Écotourisme et tourisme d'aventure
  - Les expéditions Croisières Nord - Filiale de la société Makivik
- 2009 : Prix Attractions touristiques : Moins de 100 000 visiteurs 
  - Exposition permanente du Parc national de Pingaluit
- 2008 : Prix Hébergement : Pourvoiries
  - World Outfitters Corporation Safari Nordik

## Médiagraphie
- Iannis Hespel. Le développement du tourisme intégré au Nunavik : définition et évolution depuis les vingt dernières années, [Mémoire de maîtrise], Québec, Université Laval, 2000, 196 pages. (Disponible en ligne, format PDF)